# تولیدکننده آب از هوا
تولیدکنندهٔ آب از هوا (به انگلیسی: Atmospheric Water Generator) به اختصار AWG)، دستگاهی است که از هوای مرطوب محیط، آب تولید می‌کند. بخار آب موجود در هوا متراکم می‌شود، دمای آن تا زیر نقطهٔ شبنم پایین می‌آید، هوا در معرض خشک‌کن‌ها قرار می‌گیرد یا هوا را تحت فشار قرار می‌دهد. برخلاف دستگاه رطوبت‌گیر، این وسیله به منظور تهیهٔ آب آشامیدنی طراحی شده‌است و در جاهایی که آب آشامیدنی کم باشد یا به‌دست آوردن آن بسیار مشکل باشد، بسیار مفید است، چراکه همیشه مقداری آب در هوا وجود دارد که می‌توان آن را استخراج کرد. دو روش اصلی مورد استفاده، سرد کردن و خشک کردن هستند.
استخراج آب از هوا به انرژی قابل توجهی نیاز دارد. به همین خاطر بیشتر روش‌های آن ناکارآمد هستند. اما برخی از روش‌های آن به تفاوت‌های دمای طبیعی متکی هستند و به منبع انرژی خارجی احتیاج ندارند. مطالعات زیست‌تقلید نشان می‌دهد که سوسک صحرای نامیب (Stenocara gracilipes) به‌طور طبیعی می‌تواند این کار را انجام دهد و نیاز خود را به آب از هوا تأمین می‌کند.

## تاریخچه

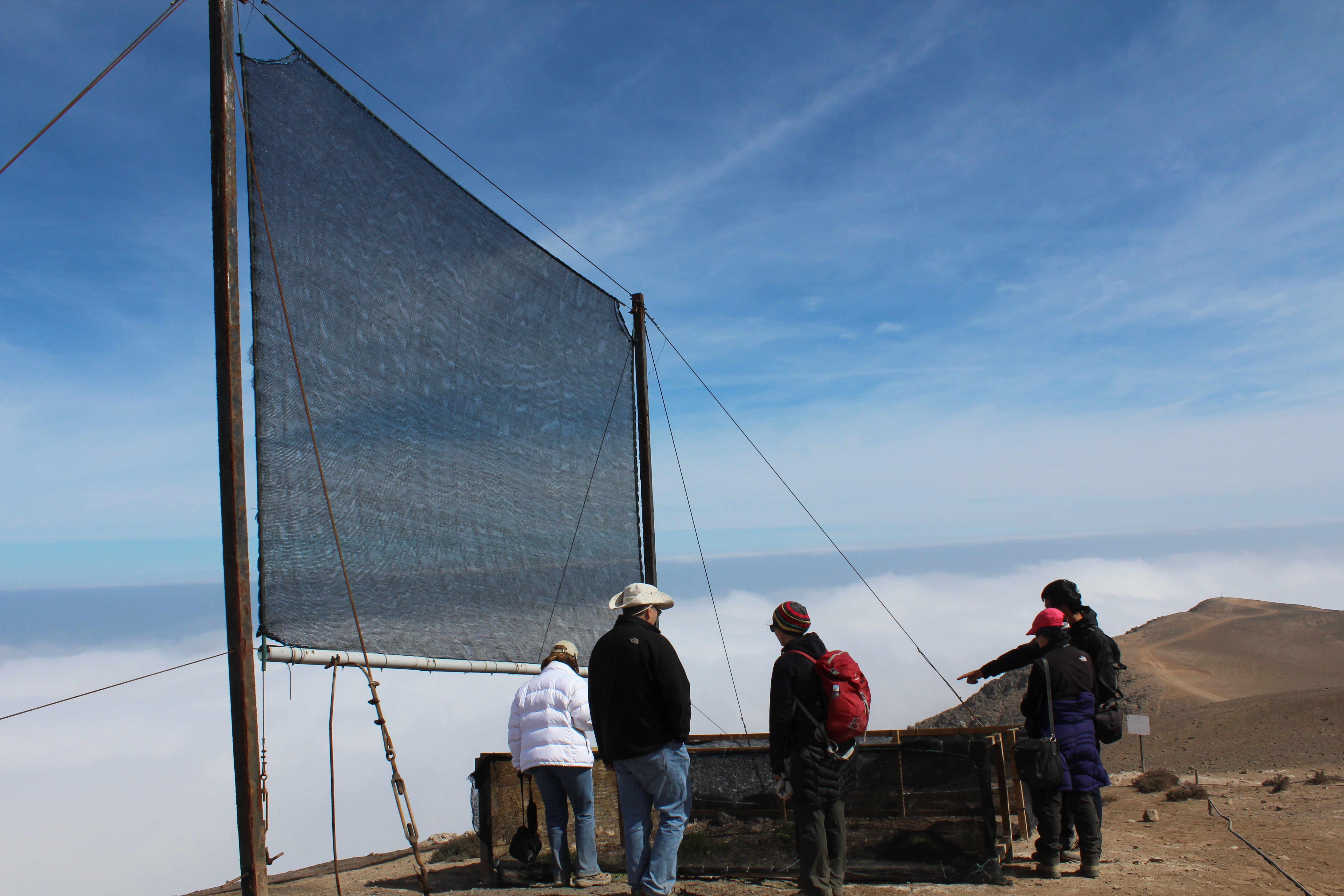
"آتراپانیبلاس" یا مجموعه مه در Alto Patache، بیابان آتاکاما، شیلی.

اینکاها با جمع‌آوری شبنم و انتقال آن به مخازن برای ذخیره و مصرف در آینده توانستند جامعه و نسل خود را حفظ کنند. مستندات تاریخی حاکی از آن است که از نرده‌های مِه‌جمع‌کُن استفاده شده‌است. این روش‌های سنتی معمولاً بازده خیلی کمی دارند و زمان زیادی برای تولید نیازمندند ولی در عوض نیازی به منبع انرژی خارجی به غیر از تغییرات دما در شرایط طبیعی ندارند. 
چندین مخترع، چاه‌های هوایی را به عنوان روشی برای به‌دست آوردن رطوبت از هوا توسعه داده‌اند.

## فناوری‌های مدرن
بسیاری از تولیدکننده‌های آب از هوا به روشی مشابه به دستگاه رطوبت‌ساز عمل می‌کنند؛ هوا از روی کویل (مارپیچ) سرد انتقال می‌یابد و باعث می‌شود آب متراکم شود. میزان تولید آب به دمای محیط، رطوبت، میزان هوای عبور از کویل سرد و ظرفیت دستگاه برای خنک کردن کویل بستگی دارد. این سیستم‌ها دمای هوا را کاهش می‌دهند و این کار، خود باعث کاهش ظرفیت هوا در حمل بخار آب می‌شود. این رایج‌ترین فناوری در حال استفاده است، اما هنگامی که با برق مبتنی بر زغال‌سنگ کار کند، یکی از بدترین تأثیرات کربن تولیدشده از هر منبع آبی (بیش از سه برابر مقدار کربن تولیدشده از فرایند آب‌شیرین‌کن اسمز معکوس) را دارد و بیش از چهار برابر آبی را که می‌خواهد تأمین کند از ذخایر آبی ذوب خواهد کرد.
یک تکنولوژی جایگزین که در دسترس است استفاده از مایع، یا «مرطوب» خشک‌کن مانند لیتیم کلرید یا برمید لیتیم برای به‌دست آوردن آب از هوا از طریق فرایندهای نم‌بینی. یک روش مشابه پیشنهادی استفاده از خشک‌کن‌های جامد مانند سیلیکا ژل و زئولیت را با روش فشار متراکم ترکیب می‌کند. دستگاه‌های تولیدکنندهٔ مستقیم آب با کیفیت با استفاده از نور خورشید نیز در حال توسعه هستند.
گفته می‌شود برای تهیهٔ ۱ لیتر آب، ۳۱۰ (وات-ساعت) انرژی لازم است.

### تراکم سرمایشی

نمونه‌ای از فرایند خنک‌کننده-چگالش.

در یک سیستم تراکم سرمایشی تولیدکنندهٔ آب از اتمسفر، یک کمپرسور، مادهٔ سردکننده را از طریق یک کندانسور می‌چرخاند و به کویل تبخیرکننده که هوا اطراف آن را خنک می‌کند می‌رساند. این فرایند، دمای هوا را تا نقطهٔ شبنم پایین می‌آورد و موجب متراکم شدن آب می‌شود. یک پنکهٔ کنترل‌شده، هوای فیلترشده را به سمت کویل هدایت می‌کند. سپس آب حاصل با استفاده از سیستم تصفیه، تصفیه شده و به مخزن نگهدارنده منتقل می‌شود. زیرا این کار موجب تمیز نگه داشتن آب و کاهش خطرات احتمالی توسط باکتری‌ها و ویروس‌هایی می‌شود که ممکن است از طریق چگال‌کننده از هوای محیط به آب منتقل شوند.
میزان تولید آب بستگی به رطوبت نسبی و دمای هوای محیط و اندازهٔ کمپرسور دارد. دستگاه‌های تولیدکنندهٔ آب از اتمسفر با افزایش رطوبت نسبی و افزایش دمای هوا، بازده بالاتری پیدا می‌کنند. به‌عنوان یک قاعده، تولیدکننده‌های آب از هوا هنگام پایین آمدن دما تا زیر ۱۸٫۳ درجهٔ سانتیگراد (۶۵ درجهٔ فارنهایت) یا این‌که رطوبت نسبی تا زیر ۳۰٪ کاهش می‌یابد، به‌طور مؤثر کار نمی‌کنند. این بدین منظور است که وقتی داخل سیستم‌های تهویهٔ مطبوع قرار بگیرند، نسبتاً ناکارآمد هستند. اقتصادی بودن یک دستگاه تولیدکنندهٔ آب از هوا بستگی به ظرفیت دستگاه، رطوبت محل، شرایط دما و هزینهٔ انرژی در واحد دارد.
تلاش‌های اخیر موجب استفاده از اثر ترموالکتریک مواد نیمه‌رسانا شده که در آن یک طرف مواد نیمه‌رسانا گرم می‌شود. در همین هنگام، طرف دیگر آن سرد است. در این برنامه، هوا بر روی فن‌های خنک‌کننده در سمت سرد برنامه پمپاژ می‌شود که دمای هوا را تا نقطهٔ شبنم خود پایین می آورد و باعث متراکم شدن آب می‌شود، سپس آب حاصل جمع‌آوری می‌شود. به خاطر جامد بودن مواد نیمه‌رسانا، برای واحدهای قابل حمل بسیار مفیدند، اگرچه راندمان پایین چگالش آب معمولاً در رطوبت بالا با مصرف زیاد انرژی سردکننده‌های ترمو الکتریک همراه است. 
ظرفیت تولید آب آشامیدنی را می‌توان در شرایط هوایی با رطوبت کم ارتقاء داد. ابتدا از کولرهای تبخیری با منبع آب شور برای افزایش رطوبت هوا در شرایط نقطهٔ شبنم استفاده می‌شود. بنابراین آب آشامیدنی با استفاده از آب شور و بدون بستگی به میزان رطوبت هوای محیط، تولید می‌شود.

### رطوبت‌گیر مرطوب
یکی از انواع تولید آب شیرین از هوای مرطوب، استفاده از محلول غلیظ آب‌نمک برای جذب رطوبت محیط است. این سیستم‌ها آب را از محلول آب‌نمک خارج کرده و آن را برای مصرف، تصفیه می‌کنند. مدلی از این فناوری به عنوان دستگاه‌های قابل حمل توسعه یافته که روی ژنراتورها بارگذاری می‌شود. گفته می‌شود که مدل‌های بزرگ این دستگاه، روی تریلرها یا همان یدک‌کش‌های سنگین نصب می‌شوند که این قابلیت را دارند تا ۱٬۲۰۰ گالون آمریکایی (۴٬۵۰۰ لیتر) آب، در روز تولید کنند ولی با حداکثر نسبت ۵ گالن آب به ازای هر گالن سوخت. این فناوری برای استفادهٔ ارتش آمریکا و نیروی دریایی ایالات متحده توسط «ترالب»  و آژانس مدیریت اضطراری فدرال (FEMA) ساخته شده‌است.
گوناگونی این فناوری گسترش یافته تا سازگاری بیشتری با محیط زیست داشته باشد، به عنوان اولین روش با استفاده از انرژی خورشیدی غیرفعال و گرانش. آب،نمک در بیرون برج‌ها به سمت پایین جریان دارد، جایی که آب از هوا جذب می‌شود. سپس آب‌نمک وارد یک محفظه می‌شود و در تماس و شرایط خلأ جزئی قرار می‌گیرد و گرم می‌شود. طی این فرایند، بخار آب متراکم شده و آب مایع جمع می‌شود ولی آب‌نمک در دستگاه باقی می‌ماند و برگردانده شده و بین سیستم مجدداً چرخانده می‌شود. به خاطر آنکه آب متراکم‌شده به دلیل نیروی گرانش از سیستم حذف می‌شود، خلأ ایجاد می‌شود که نقطهٔ جوش محلول آب‌نمک را پایین می‌آورد.
سیستم‌هایی که ترکیبی از جذب سطحی، تبرید و میعان هستند نیز گسترش داده شده‌اند.

## در گلخانه‌ها
گلخانه‌ها مثال بسیار خوبی برای تولید آب از هوا هستند زیرا هوا درون گلخانه‌ها بسیار گرم‌تر و مرطوب‌تر از بیرون است. به‌خصوص در مناطق آب و هوایی که کمبود آب دارند، یک گلخانه می‌تواند به‌طور مؤثر شرایط لازم را برای تولید آب از هوا، تقویت کند. نمونهٔ آن گلخانهٔ آب دریا در کشور عمان است.

## در پیل سوختی خودروها
یک پیل سوختی هیدروژن در خودرو به ازای طی هر ۸ مایل مسافت، یک لیتر آب آشامیدنی با کیفیت تولید می‌کند که در شرایط کویری از اهمیت برخوردار است.

## در تهویهٔ هوا
در سیستم‌های تهویهٔ مطبوع از نوع رطوبت‌زدایی، آب پسماند به عنوان یک محصول ناخواسته در اثر کارکرد سیستم‌های خنک‌کنندهٔ هوا و متراکم‌کنندهٔ هوا تولید می‌شود. مانند یک تولیدکنندهٔ آب از هوا. آب، در این حالت، تصفیه نمی‌شود. تجهیزات مبرد هوای مطبوع عموماً رطوبت مطلق هوای فرآوری‌شده توسط سیستم را کاهش می‌دهند. در ادامه کویل تبخیر نسبتاً سرد (زیر نقطهٔ شبنم) بخار آب را از هوای فرآوری‌شده متراکم می‌کند، مانند یک نوشیدنی یخ‌زده که هوای اطرافش را به آب متراکم در قسمت خارجی لیوان تبدیل می‌کند؛ بنابراین بخار آب از هوای سردشده خارج می‌شود و در اتاق، رطوبت نسبی به‌طور چشم‌گیر کاهش می‌یابد. آب پسماند به زیرِ زمین (زهکشی) هدایت می‌شود یا ممکن است در بیرون ریخته شود. گرما توسط کندانسوری که در خارج از اتاق قرار گرفته‌است برای خنک شدن منتقل می‌شود.

## تولید آب آشامیدنی با انرژی خورشیدی
تولید آب آشامیدنی با کیفیت توسط هیدروپنل‌های خورشیدی روی سقف انجام می‌شود که از انرژی خورشیدی و گرمای خورشیدی در طول روز به عنوان منبع انرژی بهره می‌گیرد.